# 2025年大量強制送還に対するアメリカ合衆国での抗議運動
ドナルド・トランプ米大統領が2025年1月20日に2期目を開始したことを受け、不法移民の大量強制送還に反対する抗議デモが複数発生した。アラバマ州、カリフォルニア州、ジョージア州、イリノイ州、インディアナ州、サウスカロライナ州、テキサス州で大規模な抗議デモが発生した。

## 背景

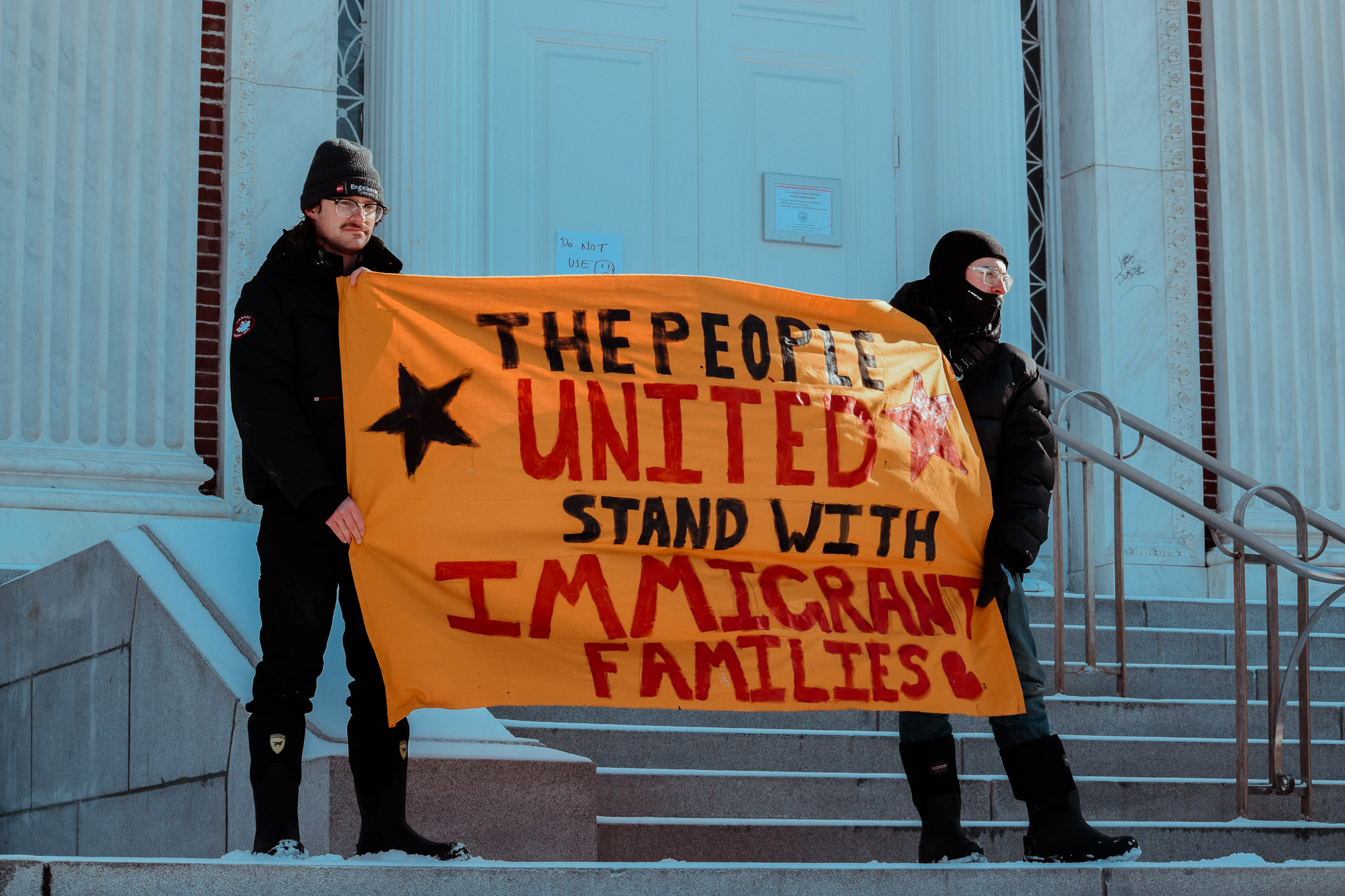
就任式当日に行われた抗議デモでの移民推進派の看板（バーモント州バーリントン）

2025年1月23日に大統領に返り咲いたドナルド・トランプ米大統領は、移民取締りの強化に関するいくつかの公約を実行に移し、大都市圏全域でアメリカ合衆国移民・関税執行局（ICE）の活動が活発化した。
2025年1月23日、国土安全保障省（DHS）は、トランプ大統領の移民政策の遂行を支援するため、多数の連邦政府機関の法執行要員を公認した。ベンジャミン・ハフマン国土安全保障長官代理のメモは、麻薬取締局、アルコール・タバコ・火器及び爆発物取締局、連邦保安官局など、司法省などのいくつかの法執行機関に「移民担当官」を派遣した。ジェームズ・マクヘンリー司法長官代理に宛てたメモには、FBI捜査官にはタイトル8権限として知られる、移民関連の逮捕について記述されており、この権限は2025年1月現在、他の機関にも与えられている。
1月23日、アトランタ、ボストン、デンバー、マイアミ、ニューヨーク、ニューアーク、フィラデルフィア、シアトル、ワシントンD.C.で、ICEによる強制捜査が行われ、538人の不法移民が拘束された。ニューアーク市長は、ICEが地元の施設に踏み込み、不法移民だけでなく退役軍人を含む市民も令状なしに拘束したと主張した。ホワイトハウスは、「トランプ政権は、テロリスト容疑者、トレン・デ・アラグア（ギャング）のメンバー4人、未成年者に対する性犯罪で有罪判決を受けた不法入国者数人を含む538人の不法移民犯罪者を逮捕した」と発表した。
2025年1月29日、トランプは数万人の移民を収容するために、グアンタナモ湾収容キャンプを使用するとして、準備を命じた。

## 抗議運動

### アラバマ州
1月29日、アラバマ州アルバートビルのダウンタウンで大量強制送還に反対する市民デモが行われた。デモ参加者の多くは、「盗まれた土地に不法滞在者はいない」といったスローガンを二ヶ国語で唱和した。アルバートビルを選挙区とするロバート・アダーホルトの下院議員は、このデモを「深く憂慮すべきもの」と評した。

### カリフォルニア州
2月2日、カリフォルニア州ロサンゼルスのダウンタウン、オルベラ通りで大規模な大量強制送還に対する抗議デモが開催された。このイベントは、ICEによる移民取締りの強化に対抗して企画された。参加者の多くはメキシコ国旗を掲げ、「Nobody is illegal（不法移民はいない）」や「Viva Mexico（メキシコ万歳）」といった移民を支持する内容の横断幕を掲げていた。デモ隊はハリウッド・フリーウェイの一部まで行進し、一時的に道路を占拠したため、ダウンタウンが混乱に見舞われた。ロサンゼルス市警中央署は、午後4時（太平洋標準時）ごろまでに、デモ隊がフリーウェイから自主的に退去し、市庁舎に再集合したことを確認した。逮捕者は報告されていない。
同日、サンディエゴでも大量強制送還に対する抗議デモが行われ、1000人以上が参加した。デモはサンディエゴ・コンベンション・センターから始まり、ガスランプ・クォーターを通ってパーク大通りの「Coming Together」彫刻まで進んだ。この彫刻は団結を象徴するものとして選ばれた。 
2月7日、ロサンゼルス中の高校生がデモ行進を行い、市役所に集まった。パサデナで同時に行われたデモ行進は平和的だった。

### コロラド州
1月25日、コロラド州オーロラで、ICEの強制捜査に抗議するデモ行進がメトロ・デンバー・サンクチュアリ連合によって組織された。2,000人を超えるデモ隊が参加し、州議会議事堂の外で集会を開いた。この抗議デモは、近隣や住宅地を標的とした一連のICEの捜査に対するものである。また、移民法律情報センターからの参加者も数人参加しており、不法移民に対して法律サービスや法的権利に関する文献などのリソースを提供していた。 

### ジョージア州
2月1日、約1,000人のデモ隊がアトランタ中心部のブフォード・ハイウェイに集まり、ジョージア州警察とシャンブリー警察署員によって封じ込められるまで車道を封鎖した。

### イリノイ州
1月25日、シカゴのダウンタウンにあるウォーター・タワー・プレイスでデモが開始され、社会正義を訴える演説者が数人登壇した後、参加者はトランプ・タワーまでデモ行進を行った。このデモは当初、1月20日のトランプ大統領の2度目の就任式に予定されていたが、悪天候のため延期された。デモ行進には60以上の団体が参加した。

### インディアナ州
1月30日、インディアナ州知事マイケル・K・ブラウンが1月28日に署名した、政府の移民政策に州として全面的に協力することを義務づける大統領令に対し、インディアナポリスのインディアナ州会議事堂前で公開デモが行われた。このデモは、Act Now to Stop War and End Racism（A.N.S.W.E.R.）インディアナによって組織されたもので、数十人が集まった。

### ミシガン州
2月5日、「50501」と呼ばれる全国的な運動の一環として、約500人がミシガン州ランシングの州会議事堂に集まった。デモ隊は、強制送還政策とともに、ガザ地区やDEIに対するトランプの姿勢を批判した。

### ミズーリ州

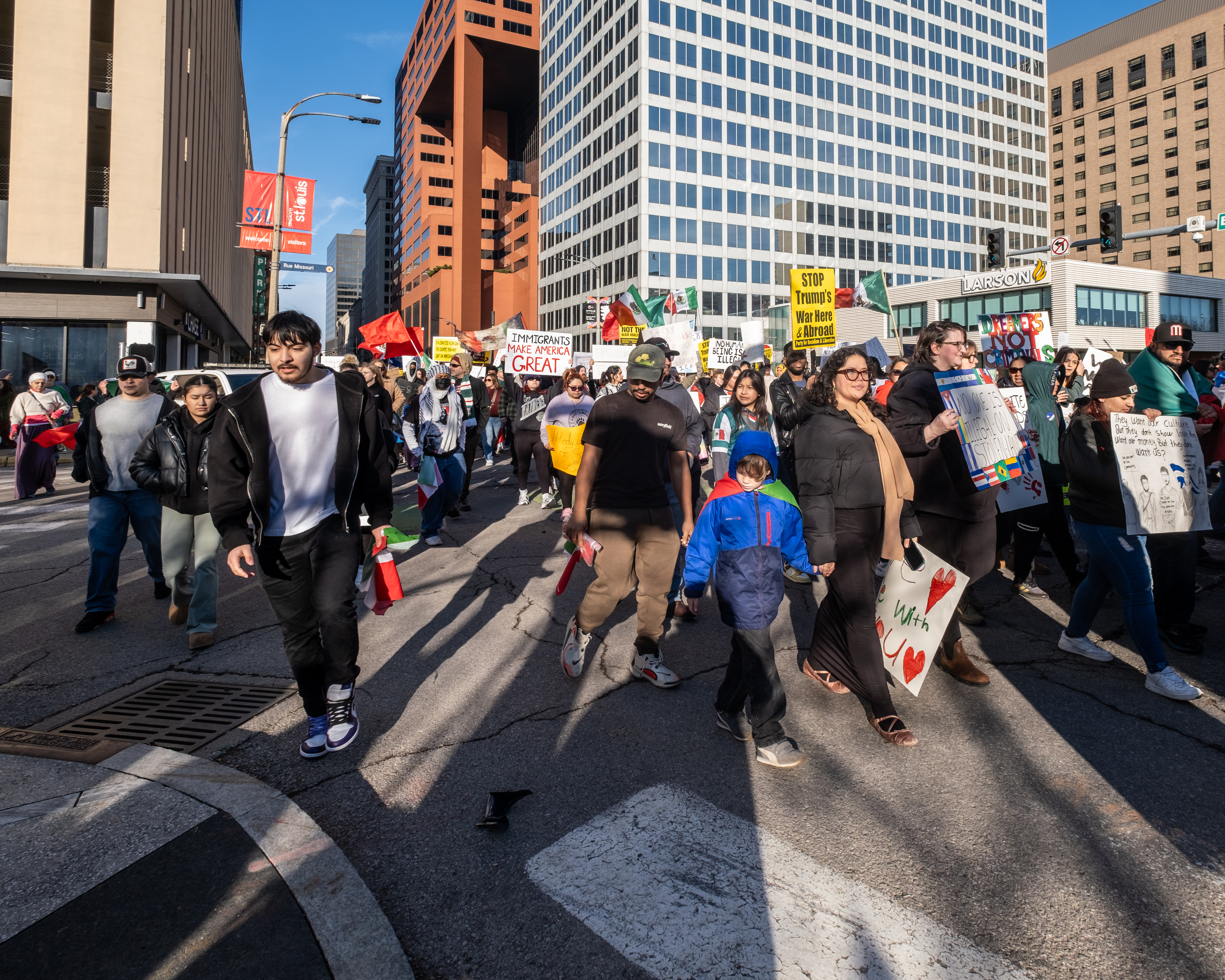
デモの様子（2月1日、セントルイス）

2月1日、ミズーリ州セントルイスのダウンタウンで大規模な市民デモが行われた。このイベントには約1,000人の参加者が集まり、首都圏における第2次トランプ政権による不法移民の強制送還政策に抗議した。参加者たちはドラムを鳴らしたり、スローガンを唱え、メガホンを使って組織的な呼びかけを行った。このデモは、ICE捜査官がオファロンのメキシコ料理レストランで捜査を行い、3人の労働者が一時拘留された後、捜査官が犯罪歴がないと判断して釈放された2日後に行われた。

### ニュージャージー州
ニュージャージー州ニューアークにICEの事務所が開設されることが発表され、3月1日にトレントン第二次世界大戦記念碑前で抗議デモが行われた。

### ペンシルベニア州
2月5日、デモ隊はフィラデルフィアのダウンタウンに集まり、市庁舎に向かって行進した。

### サウスカロライナ州
1月29日、サウスカロライナ州チャールストンのダウンタウンにあるマリオン・スクエアでデモが実施された。参加者数はどんどん膨れ上がり、チャールストン市の未許可集会に関する人数制限（25人）を上回り、警察の報告によると、開始時点で30人以上が集まっていた。その後、1時間以内に警察は、デモ参加者の数がチャールストンのダウンタウン全体に広がり、100人以上に達したと推定した。警察はデモ参加者に解散を要求した後、逮捕を開始し、7人を拘束してアル・キャノン拘置所に収容し、465ドルの保釈金を設定した。

### テキサス州

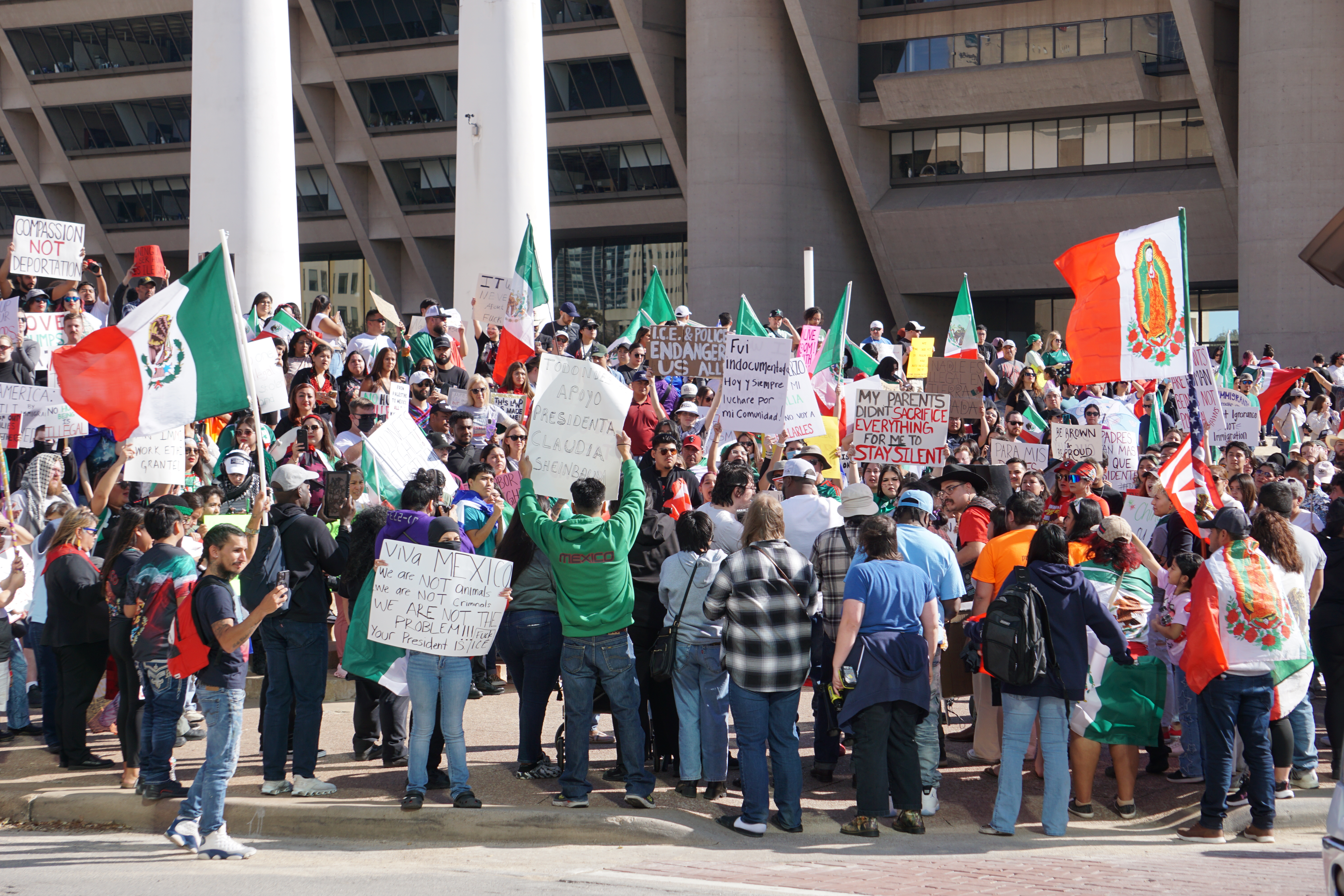
移民政策に対する抗議デモの様子（2025年2月2日、ダラス）

1月26日、テキサス州のダラスとフォートワースでは、トランプ大統領の就任後1週間の間に、数百人の抗議者が集まるデモが同時に行われた。
2月1日、「社会主義と解放のためのオースティン党」主催のデモが、テキサス州フルーガービルの、ICEオペレーションセンター建設計画に抗議するために行われた。デモには数十人の参加者が集まり、「連邦政府当局と地元当局の双方から施設の目的や承認プロセスに関する透明性について説明する」ように要求した。

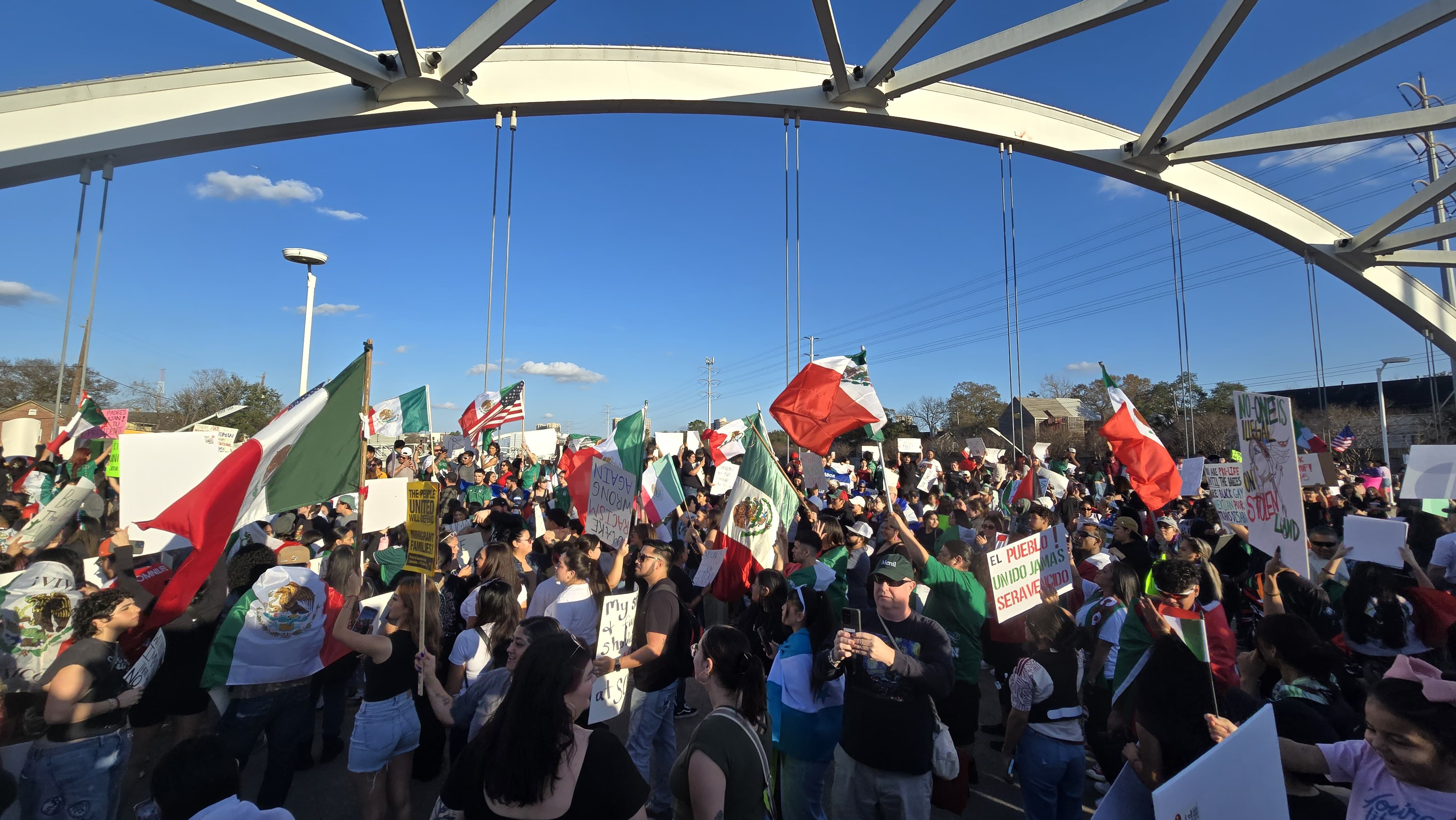
ICEの強制捜査と強制送還に抗議するデモ（2025年2月2日、ヒューストン）